# Селлерсбург (Індіана)
Селлерсбург (англ. Sellersburg) — місто (англ. town) в США, в окрузі Кларк штату Індіана. Населення — 9310 осіб (2020).

## Географія
Селлерсбург розташований за координатами 38°23′27″ пн. ш. 85°45′35″ зх. д. / 38.39083° пн. ш. 85.75972° зх. д. (38.390808, -85.759613).  За даними Бюро перепису населення США в 2010 році місто мало площу 10,29 км², з яких 10,21 км² — суходіл та 0,08 км² — водойми. В 2017 році площа становила 19,17 км², з яких 19,01 км² — суходіл та 0,16 км² — водойми.

## Демографія
Згідно з переписом 2010 року, у місті мешкало 6128 осіб у 2443 домогосподарствах у складі 1697 родин. Густота населення становила 596 осіб/км².  Було 2595 помешкань (252/км²).
Расовий склад населення:
| - 94,2 % — білих - 0,8 % — чорних або афроамериканців - 0,3 % — корінних американців - 0,3 % — азіатів - 2,9 % — осіб інших рас |

До двох чи більше рас належало 1,6 %. Частка іспаномовних становила 5,5 % від усіх жителів.
За віковим діапазоном населення розподілялося таким чином: 24,6 % — особи молодші 18 років, 60,7 % — особи у віці 18—64 років, 14,7 % — особи у віці 65 років та старші. Медіана віку мешканця становила 38,0 року. На 100 осіб жіночої статі у місті припадало 94,4 чоловіків;  на 100 жінок у віці від 18 років та старших — 90,8 чоловіків також старших 18 років.
Середній дохід на одне домашнє господарство  становив 74 128 доларів США (медіана — 63 611), а середній дохід на одну сім'ю — 82 134 долари (медіана — 70 613). Медіана доходів становила 51 980 доларів для чоловіків та 36 159 доларів для жінок. За межею бідності перебувало 8,2 % осіб, у тому числі 14,3 % дітей у віці до 18 років та 3,0 % осіб у віці 65 років та старших.
Цивільне працевлаштоване населення становило 4362 особи. Основні галузі зайнятості: освіта, охорона здоров'я та соціальна допомога — 23,9 %, виробництво — 14,6 %, роздрібна торгівля — 13,2 %, науковці, спеціалісти, менеджери — 11,8 %.